# Stanisław Jasiukowicz

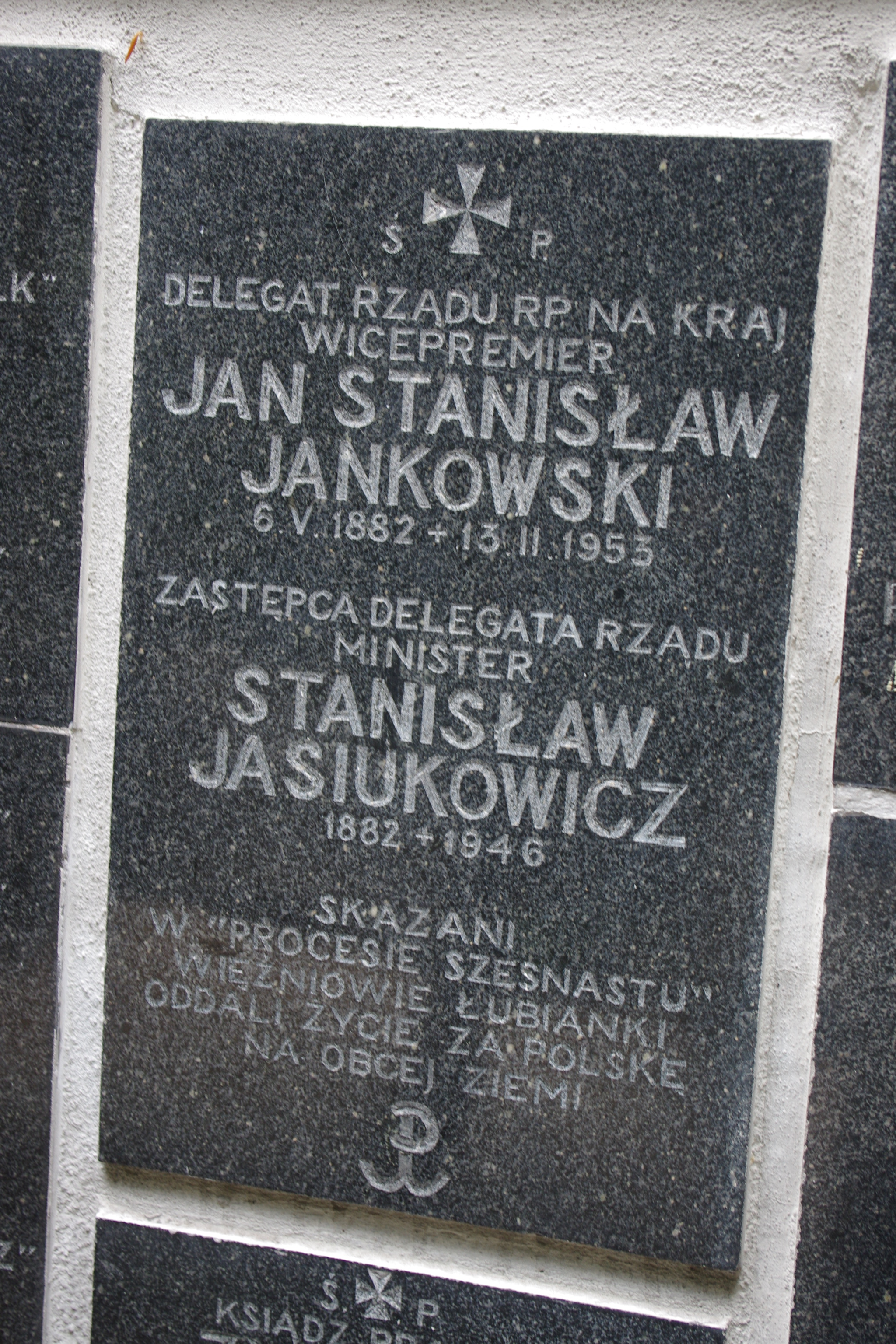
Tablica upamiętniająca Delegata Rządu na Kraj Jana Stanisława Jankowskiego i zastępcę Delegata Rządu na Kraj Stanisława Jasiukowicza na ścianie zewnętrznej kościoła św. Karola Boromeusza na warszawskich Powązkach będąca częścią Sanktuarium „Poległym i Pomordowanym na Wschodzie”

Stanisław Jasiukowicz, ps. „Opolski” (ur. 26 listopada?/8 grudnia 1882 w Petersburgu, zm. 22 października 1946 w Moskwie (w więzieniu Butyrki)) – polski polityk i ekonomista, wiceprezes Stronnictwa Narodowego, poseł na Sejm Ustawodawczy oraz I, II i III kadencji w II RP z ramienia Związku Ludowo-Narodowego oraz Stronnictwa Narodowego. Jeden z czołowych polityków Narodowej Demokracji.

## Życiorys
Ukończył gimnazjum w Jekaterynosławiu. Studiował inżynierię lądową w Instytucie Technologicznym w Petersburgu oraz prawo. W 1911 roku, w Monachium obronił doktorat z ekonomii politycznej. W czasie studiów należał do tajnej organizacji patriotycznej Związku Młodzieży Polskiej „Zet”. Od 1911 był członkiem Stronnictwa Narodowo-Demokratycznego, a od 1917 Ligi Narodowej. Po śmierci ojca w 1913 roku wszedł do zarządu Zakładów Dnieprowskich. Podczas I wojny światowej członek Centralnego Komitetu Obywatelskiego w Rosji na okręg północny w Petersburgu. Od 1916 współredaktor i prawdopodobnie wydawca tamtejszej „Myśli Narodowej”. Pisywał również artykuły do Przeglądu Wszechpolskiego.
W 1918 wrócił do niepodległej Polski i osiadł w majątku ojca w Chodowie. Był członkiem Rady Przybocznej przy staroście kutnowskim. Politycznie działał w Narodowym Zjednoczeniu Ludowym, a od 1920 w Związku Ludowo-Narodowym. Następnie był członkiem władz Stronnictwa Narodowego. W latach 1928–1937 członek Zarządu Głównego, od 1928 również Komitetu Politycznego, a od 1935 członek Komitetu Głównego Stronnictwa. Był jednym z trzech wiceprezesów SN i skarbnikiem Zarządu Głównego. W latach 1920–1922 był posłem na Sejm Ustawodawczy (wszedł w miejsce Teofila Wojdy). W I kadencji Sejmu był zastępcą posła, ale w 1925 roku uzyskał mandat w miejsce zmarłego Zygmunta Seydy. Następnie był posłem II i III kadencji. Pełnił funkcję wiceprezesa parlamentarnego Klubu Narodowego. Pracował w komisjach: administracyjnej, prawniczej, skarbowej, wojskowej, komunikacji (wiceprzewodniczący), przemysłowo-handlowej i budżetowej.
W czasie wojny czynny w konspiracji narodowej. W 1943 jako jeden z trzech zastępców Delegata Rządu na Kraj wszedł w skład Delegatury Rządu na Kraj. W lipcu 1944 został ministrem. Wszedł do Krajowej Rady Ministrów (istniejącej od 26 lipca 1944). Nadzorował departamenty: Finansów, Rolnictwa, Przemysłu i Handlu, nadzorował kontrolę państwową i politykę zagraniczną. W marcu 1945 został aresztowany przez NKWD wraz z 15 innymi przywódcami Polskiego Państwa Podziemnego. Bezprawnie sądzony w Moskwie w procesie szesnastu, został 21 czerwca 1945 skazany na 5 lat więzienia. Zmarł na serce w szpitalu więziennym na Butyrkach.

## Rodzina
Był synem Ignacego Jasiukowicza – twórcy i dyrektora Towarzystwa Zakładów Dnieprowskich w Jekaterynosławiu i Bronisławy z Łabuńskich. Ożenił się w 1919 roku z Marią z Byszewskich (zm. 1987), ps. „Halina” – komendantką sanitariatu Wojskowej Służby Kobiet Okręgu Warszawa AK, z którą miał syna Andrzeja (1920–1989) – delegata rządu RP na uchodźstwie na obszar Południowej Afryki i córki: Hannę i Marię.

## Odznaczenie
Pośmiertnie, postanowieniem prezydenta Lecha Kaczyńskiego z 11 listopada 2006, „za wybitne zasługi dla niepodległości Rzeczypospolitej Polskiej, za działalność na rzecz przemian demokratycznych w kraju, za upowszechnianie wiedzy o dziejach Narodu Polskiego” został odznaczony Krzyżem Wielkim Orderu Odrodzenia Polski.